# 水島知子
水島 知子（みずしま ともこ、1976年5月25日 ‐ ）は、日本のフリーアナウンサー。千葉県柏市出身。元BSN新潟放送在籍。

## 来歴
青山学院大学英米文学科卒業。
2003年に佐渡テレビジョンに入社。2005年に新潟放送に入社。
2010年11月22日（良い夫婦の日）に入籍。
2012年3月にBSNを退社し、その後はフリーとなる。4月からは個人ブログを開設。
2012年12月11日付のブログで第1子となる長男を出産したことを報告。以降、育児と平行して徐々に担当番組に復帰。

## 人物
双子座。B型。ピアノ歴15年である。

## 担当番組

### 現在（2012年現在）
テレビ
- ワンダフル競馬（不定期）
- Nスタ新潟・ヤンマー天気 & Nスタプラス（火・水曜）

ラジオ
- 近藤丈靖の独占!ごきげんアワー（水曜パーソナリティ）
- 今宵ぷらっと朝日山

### 過去
テレビ
- イブニング王国!（木～金曜）
- 県内ニュース（不定期）
- 消費生活バラエティ 金曜パラダイス（2012年3月まで）